# جيف زيمرمان (لاعب كرة قدم أمريكية)
جيف زيمرمان (بالإنجليزية: Jeff Zimmerman)‏ هو لاعب كرة قدم أمريكية أمريكي، ولد في 10 يناير 1963 في إنيد في الولايات المتحدة.

## وصلات خارجية
- جيف زيمرمان على موقع مرجع كرة القدم المحترفة.كوم (الإنجليزية)